# Henri de La Tour d'Auvergne-Lauraguais
Henri Godefroi Bernard Alphonse de La Tour d'Auvergne-Lauraguais (Parigi, 21 ottobre 1823 – Angliers, 5 maggio 1871) è stato un politico e diplomatico francese.

## Biografia

### I primi anni
Figlio di Charles Melchior Philippe Bernard de La Tour Saint-Paulet (1794-1849) (che cambiò il cognome nel 1821 in "de La Tour d'Auvergne-Lauraguais"), barone dell'Impero e marchese di Saint-Paulet, e di sua moglie Laurence Marie Louise Félicité de Chauvigny de Blot (1798-1874), era membro di un'antica famiglia nobile francese.
Henri nacque a Parigi dove frequentò il Collège Stanislas.
Il 16 agosto 1751 sposò Émilie-Céleste Montault des Isles (1822-1857) nella chiesa parigina di San Tommaso d'Aquino. Pronipote del vescovo di Angers, Charles Montault des Îles, ereditò quindi i castelli di Angliers e Glénay. Da questa unione nacque nel 1852 l'unico figlio della coppia, Charles-Laurent-Bernard-Godefroy. La moglie 8 marzo 1857, mentre lui si trovava a Firenze, morì prematuramente per una malattia polmonare.

### La carriera diplomatica

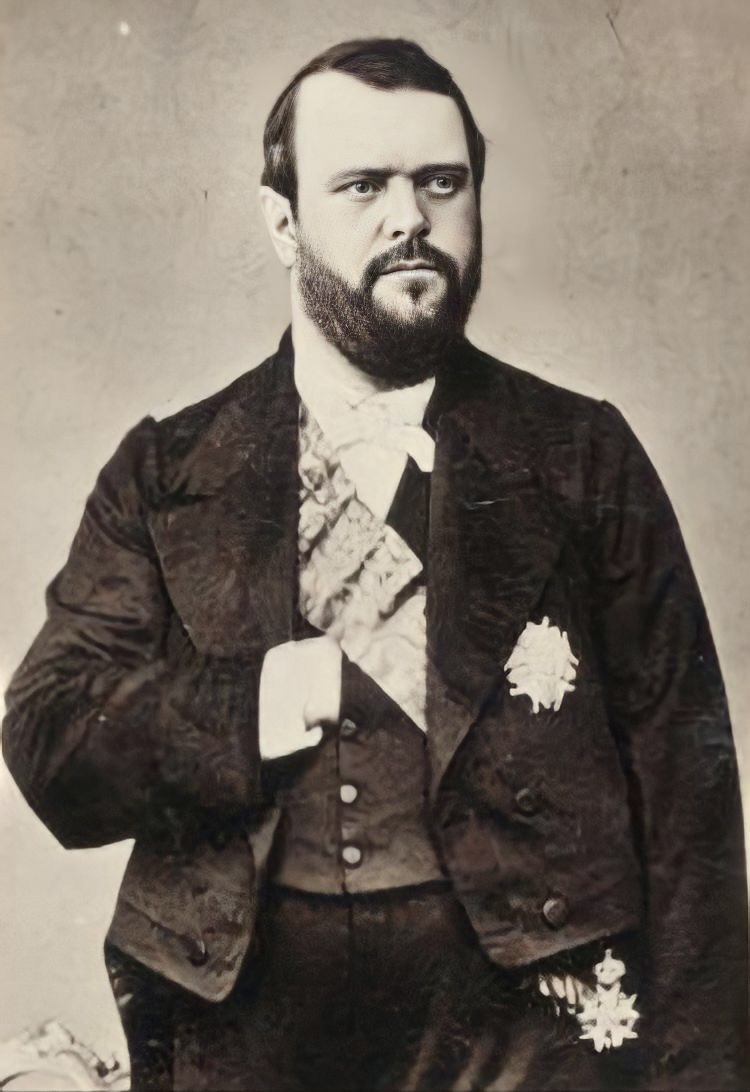
Il principe Henri de La Tour d'Auvergne-Lauraguais come ministro degli esteri, in una fotografia del 1869

Dopo aver iniziato la propria collaborazione col Ministero degli Affari Esteri francese nel 1841, nel 1849 venne inviato come segretario d'ambasciata a Roma, dove Pio IX lo nominò principe con breve pontificio, il 31 ottobre 1853. Tale titolo ad ogni modo non venne riconosciuto ufficialmente nelle titolazioni del secondo impero francese sino al luglio del 1869.
Notato dall'Imperatore, nel 1855 venne nominato Ministro Plenipotenziario presso il granduca di Toscana, ricoprendo poi il medesimo incarico nel regno di Sardegna nel 1859, per poi essere nominato ambasciatore francese in Prussia nel 1860.
Il 17 ottobre 1862 divenne ambasciatore francese presso la Santa Sede, sostituendo Charles de La Valette dopo le sue dimissioni. Per quanto apprezzato da papa Pio IX (suo fratello, Charles-Amable, era arcivescovo di Bourges), partì l'anno successivo alla volta della più prestigiosa sede di Londra dove fu ambasciatore sino al 1869. Mel 1867 redisse e sottoscrisse per conto dell'impero francese il trattato di Londra e nello stesso anno rappresentò Napoleone III alla conferenza voluta dallo zar Alessandro II di Russia per pone fine ai contrasti tra Francia e Prussia sullo status del Lussemburgo. Per aver ribadito la necessità dell'indipendenza del granducato pur nella sua affiliazione ai Paesi Bassi, venne nominato cavaliere dell'Ordine del Leone d'Oro della Casa di Nassau. Pochi mesi dopo, Napoleone III lo elevò al rango di gran croce della Legion d'onore..

### La carriera politica
Nel 1862, intanto, Henri de La Tour d'Auvergne-Lauraguais, venne eletto presidente del Consiglio generale di Vienne dal 1862 al 1869.
Il 17 luglio 1869, venne nominato Ministero degli Affari Esteri, succedendo in questo al marchese de La Valette. Essendo ben note le sue opinioni clericali conservatrici, il suo arrivo fu ben accolto dal partito cattolico perché bilanciava le tendenze liberali degli altri ministri. Rimase in tale posizione sino al 2 gennaio 1870.
Nominato senatore subito dopo le dimissioni del ministero, si portò a Vienna il 16 luglio 1870 come ambasciatore francese in Austria-Ungheria. Fu richiamato un mese dopo per riprendere le funzioni di Ministro degli Affari Esteri nel breve governo di Charles Cousin-Montauban (10 agosto - 4 settembre 1870) e fu testimone del crollo del Secondo Impero.

### Gli ultimi anni
Morì al castello di Angliers il 5 maggio 1871 all'età di 47 anni. Il suo funerale ebbe luogo il 9 maggio nella chiesa di San Martino di Angliers e venne sepolto nella cripta di famiglia del castello di Saint-Paulet, nell'Aude.